# Pakisztán címere

Pakisztán címere

Pakisztán címere egy negyedelt pajzs, amelynek első és negyedik mezője zöld színű, a második és harmadik pedig fehér. Az egyes negyedeken az ország természeti kincseit ábrázolták: az első negyeden gyapotot, a másodikon teanövényt helyeztek el, a harmadikon búzakéve. míg a negyediken juta látható. A pajzsot két oldalt nárciszkoszorú díszíti, míg alul egy zöld szalagon az ország mottója olvasható urdu nyelven: „In Itehad, Nazm” (Hűség, egység, kötelesség).